# Павел Эмилий Регилл
Павел Эмилий Регилл (лат. Paulus Aemilius Regillus; около 10 года до н. э. — после 15 года н. э.), квестор.
Принадлежал к роду Эмилиев. Его отцом был консул-суффект 34 года до н. э. Павел Эмилий Лепид, а матерью Клавдия Марцелла Младшая. Регилл входил в коллегию квиндецемвиров священнодействий, а также занимал должности префекта с судебной властью и квестора Тиберия в Тарраконской Испании около 15 года н. э. Являлся патроном Сагунта и префектом Рима.